# Зигмунд фон Райшах

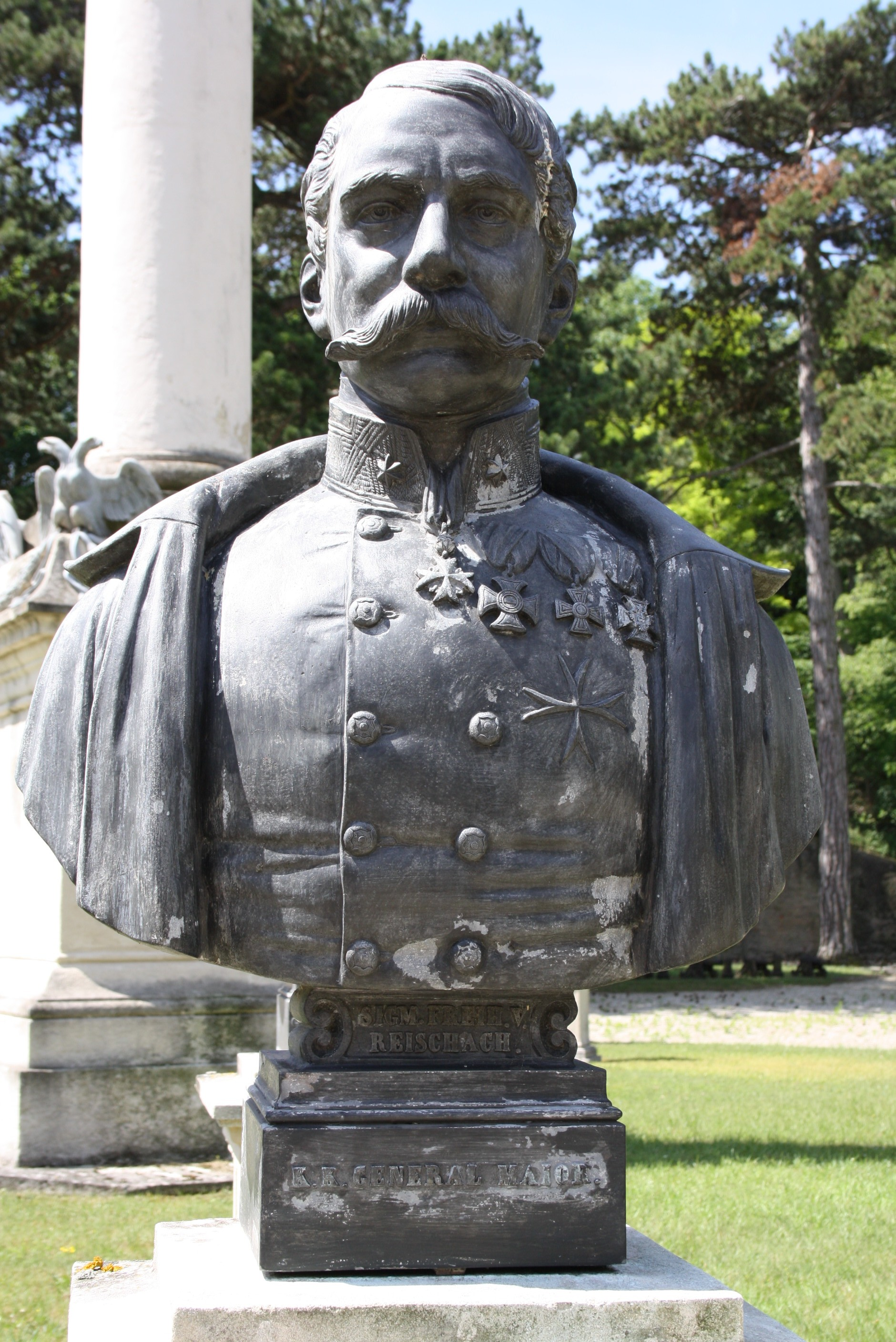
Бюст Зигмунда фон Райшаха в званні полковника на меморіалі Гельденберга.

Барон Зигмунд (Сігізмунд) фон Райшах (нім. Sigmund (Sigismund) Freiherr von Reischach; 10 лютого 1809, Відень — 13 листопада 1878, Відень) — австрійський придворний чиновник (камерарій), таємний радник, фельдцейхмейстер австрійської армії, посланник і повноважний міністр від Мальтійського ордену при імператорському дворі у Відні.

## Біографія
Зигмунд походив зі старого шляхетного роду Райшахів і був третім сином фельдмаршал–лейтенанта і обергофмейстера ерцгерцога Людвіга Юди Таддеуша (1776–1839) та Марії Кароліни, графині Коллоніц фон Коллоград (1769–1826). Він був неодруженим і бездітним.
Військову кар'єру розпочав у 4-му єгерському батальйоні, до якого приєднався в 1828 році в чині лейтенанта. У березні 1831 року він отримав звання оберлейтенанта 38–го піхотного полку, а у вересні 1835 р. звання гауптмана.
На посаді камергера він був призначений сицилійському королю Фердинанду II і російському престолонасліднику Олександру під час їхнього перебування у Відні, потім відправлений до Лондона на коронацію королеви Вікторії та до Санкт–Петербурга на одруження російського престолонаслідника.
18 червня 1841 р. в чині майора переведений в 21–й піхотний полк, пізніше, у жовтні того ж року, до 15–го піхотного полку. 9 вересня 1844 р. отримав звання підполковника. 11 вересня 1846 р., у віці 37 років, в званні полковника він був призначений командиром 7–го піхотного полку, яким командував в Італійській кампанії 1848 і 1849 років. Під Міланом і в битві при Санта-Лючії відзначився своєю хоробрістю. Проте, його бойові заслуги у Санта-Лючії були перевершені у Куртатоне 29 травня 1848 року. Куртатоне було сильно укріплене і захищене перед в'їздом польовим редутом, оснащеним п'ятьма гарматами. Ворог відбивав усі атаки, поки відділу його полку не вдалося взяти штурмом цвинтар і закріпитися на ньому. Звідти штурмовою колоною полковник брав будинок за будинком: в рукопашному бою, під сильним вогнем ворога по всій місцевості. Його полку вдалося взяти у полон 120 чоловік, захопити три бойові прапори разом з багатьма сотнями зброї та рушниць. За цей героїчний вчинок, який забезпечив армії дуже важливу базу для досягнення перемоги, він був удостоєний нагороді ордена Марії Терезії на прохання капітула ордена. Барон Зигмунд так само відважно бився в сутичці під Гоїто і при штурмі Віченци, де був поранений, але це не завадило йому взяти участь в подальших битвах під Соною і Кустоццей, а також у битві перед Міланом зі своїм полком.
Після переможної другої кампанії проти П'ємонту 30 квітня 1849 року Райшах отримав звання генерал–майора і очолив бригаду 1-го армійського корпусу в Угорщині. Також під час придушення Угорського повстання 1849 р. він відзначився особистою хоробрістю та рішучим керівництвом своїми військами, особливо перед Коморном 2 липня, де він, наступаючи вздовж Дунаю на лівому крилі 1–го армійського корпусу, незважаючи на зустрічний наказ, розгромив ворога біля плацдарму і за короткий час зайняв три редути, захопив три гармати і міномет та взяв у полон близько 60 осіб. Таким же чином він відзначився в бою під Драйшпіцем.
За високі бойові заслуги 9 листопада 1853 р. отримав звання фельдмаршал–лейтенанта та призначений генералом 6–го армійського корпусу. Крім того, 30 січня 1857 року австрійський імператор призначив його почесним шефом 21–го піхотного полку. Під час Австро–італо–французької війни 1859 року дивізія «Райшах» тричі відкидала французьку армію через Навільйо. Генерал був тяжко поранений у битві при Маджентою. В подальшому призначений командувачем 13–го армійського корпусу.
Звільнений у відставку 9 вересня 1859 року. Отримав статус таємного радника 20 грудня того ж року.
Зигмунд Райшах пішов у відставку за власним бажанням 24 червня 1862 року та був удостоєний 28 лютого 1873 року званням фельдцейхмейстра.

## Генеалогія
| Юда Тадеуш фон Райшах | Юда Тадеуш фон Райшах | Юда Тадеуш фон Райшах | Юда Тадеуш фон Райшах | Юда Тадеуш фон Райшах | Юда Тадеуш фон Райшах |                      |                      | Марія Анна Агата Іда фон Бодман | Марія Анна Агата Іда фон Бодман | Марія Анна Агата Іда фон Бодман | Марія Анна Агата Іда фон Бодман | Марія Анна Агата Іда фон Бодман | Марія Анна Агата Іда фон Бодман |                       |                       | Франц Йосиф Евсебій фон Шауенбург | Франц Йосиф Евсебій фон Шауенбург | Франц Йосиф Евсебій фон Шауенбург | Франц Йосиф Евсебій фон Шауенбург | Франц Йосиф Евсебій фон Шауенбург | Франц Йосиф Евсебій фон Шауенбург |                              |                              | Марія Клара Рейнська         | Марія Клара Рейнська         | Марія Клара Рейнська | Марія Клара Рейнська | Марія Клара Рейнська | Марія Клара Рейнська |  |  | Ласло Коллоніц фон Коллоград | Ласло Коллоніц фон Коллоград | Ласло Коллоніц фон Коллоград | Ласло Коллоніц фон Коллоград | Ласло Коллоніц фон Коллоград      | Ласло Коллоніц фон Коллоград      |                                   |                                   | Марія Елеонора Коллоніц фон Коллоград | Марія Елеонора Коллоніц фон Коллоград | Марія Елеонора Коллоніц фон Коллоград | Марія Елеонора Коллоніц фон Коллоград | Марія Елеонора Коллоніц фон Коллоград | Марія Елеонора Коллоніц фон Коллоград |                                       |                                       | Фрідріх Лоренц Кавріані               | Фрідріх Лоренц Кавріані               | Фрідріх Лоренц Кавріані | Фрідріх Лоренц Кавріані | Фрідріх Лоренц Кавріані  | Фрідріх Лоренц Кавріані  |                          |                          | Марія Розалія фон Штюргх | Марія Розалія фон Штюргх | Марія Розалія фон Штюргх | Марія Розалія фон Штюргх | Марія Розалія фон Штюргх | Марія Розалія фон Штюргх |  |  |
| Юда Тадеуш фон Райшах | Юда Тадеуш фон Райшах | Юда Тадеуш фон Райшах | Юда Тадеуш фон Райшах | Юда Тадеуш фон Райшах | Юда Тадеуш фон Райшах |                      |                      | Марія Анна Агата Іда фон Бодман | Марія Анна Агата Іда фон Бодман | Марія Анна Агата Іда фон Бодман | Марія Анна Агата Іда фон Бодман | Марія Анна Агата Іда фон Бодман | Марія Анна Агата Іда фон Бодман |                       |                       | Франц Йосиф Евсебій фон Шауенбург | Франц Йосиф Евсебій фон Шауенбург | Франц Йосиф Евсебій фон Шауенбург | Франц Йосиф Евсебій фон Шауенбург | Франц Йосиф Евсебій фон Шауенбург | Франц Йосиф Евсебій фон Шауенбург |                              |                              | Марія Клара Рейнська         | Марія Клара Рейнська         | Марія Клара Рейнська | Марія Клара Рейнська | Марія Клара Рейнська | Марія Клара Рейнська |  |  | Ласло Коллоніц фон Коллоград | Ласло Коллоніц фон Коллоград | Ласло Коллоніц фон Коллоград | Ласло Коллоніц фон Коллоград | Ласло Коллоніц фон Коллоград      | Ласло Коллоніц фон Коллоград      |                                   |                                   | Марія Елеонора Коллоніц фон Коллоград | Марія Елеонора Коллоніц фон Коллоград | Марія Елеонора Коллоніц фон Коллоград | Марія Елеонора Коллоніц фон Коллоград | Марія Елеонора Коллоніц фон Коллоград | Марія Елеонора Коллоніц фон Коллоград |                                       |                                       | Фрідріх Лоренц Кавріані               | Фрідріх Лоренц Кавріані               | Фрідріх Лоренц Кавріані | Фрідріх Лоренц Кавріані | Фрідріх Лоренц Кавріані  | Фрідріх Лоренц Кавріані  |                          |                          | Марія Розалія фон Штюргх | Марія Розалія фон Штюргх | Марія Розалія фон Штюргх | Марія Розалія фон Штюргх | Марія Розалія фон Штюргх | Марія Розалія фон Штюргх |  |  |
|                       |                       |                       |                       |                       |                       |                      |                      |                                 |                                 |                                 |                                 |                                 |                                 |                       |                       |                                   |                                   |                                   |                                   |                                   |                                   |                              |                              |                              |                              |                      |                      |                      |                      |  |  |                              |                              |                              |                              |                                   |                                   |                                   |                                   |                                       |                                       |                                       |                                       |                                       |                                       |                                       |                                       |                                       |                                       |                         |                         |                          |                          |                          |                          |                          |                          |                          |                          |                          |                          |  |  |
|                       |                       |                       |                       | Юда Тадеш фон Райшах  | Юда Тадеш фон Райшах  | Юда Тадеш фон Райшах | Юда Тадеш фон Райшах | Юда Тадеш фон Райшах            | Юда Тадеш фон Райшах            |                                 |                                 |                                 |                                 |                       |                       |                                   |                                   |                                   |                                   | Марія Габріель фон Шауенбург      | Марія Габріель фон Шауенбург      | Марія Габріель фон Шауенбург | Марія Габріель фон Шауенбург | Марія Габріель фон Шауенбург | Марія Габріель фон Шауенбург |                      |                      |                      |                      |  |  |                              |                              |                              |                              | Карл Йозеф Коллоніц фон Коллоград | Карл Йозеф Коллоніц фон Коллоград | Карл Йозеф Коллоніц фон Коллоград | Карл Йозеф Коллоніц фон Коллоград | Карл Йозеф Коллоніц фон Коллоград     | Карл Йозеф Коллоніц фон Коллоград     |                                       |                                       |                                       |                                       |                                       |                                       |                                       |                                       |                         |                         | Марія Фрідеріка Кавріані | Марія Фрідеріка Кавріані | Марія Фрідеріка Кавріані | Марія Фрідеріка Кавріані | Марія Фрідеріка Кавріані | Марія Фрідеріка Кавріані |                          |                          |                          |                          |  |  |
|                       |                       |                       |                       | Юда Тадеш фон Райшах  | Юда Тадеш фон Райшах  | Юда Тадеш фон Райшах | Юда Тадеш фон Райшах | Юда Тадеш фон Райшах            | Юда Тадеш фон Райшах            |                                 |                                 |                                 |                                 |                       |                       |                                   |                                   |                                   |                                   | Марія Габріель фон Шауенбург      | Марія Габріель фон Шауенбург      | Марія Габріель фон Шауенбург | Марія Габріель фон Шауенбург | Марія Габріель фон Шауенбург | Марія Габріель фон Шауенбург |                      |                      |                      |                      |  |  |                              |                              |                              |                              | Карл Йозеф Коллоніц фон Коллоград | Карл Йозеф Коллоніц фон Коллоград | Карл Йозеф Коллоніц фон Коллоград | Карл Йозеф Коллоніц фон Коллоград | Карл Йозеф Коллоніц фон Коллоград     | Карл Йозеф Коллоніц фон Коллоград     |                                       |                                       |                                       |                                       |                                       |                                       |                                       |                                       |                         |                         | Марія Фрідеріка Кавріані | Марія Фрідеріка Кавріані | Марія Фрідеріка Кавріані | Марія Фрідеріка Кавріані | Марія Фрідеріка Кавріані | Марія Фрідеріка Кавріані |                          |                          |                          |                          |  |  |
|                       |                       |                       |                       |                       |                       |                      |                      |                                 |                                 |                                 |                                 |                                 |                                 |                       |                       |                                   |                                   |                                   |                                   |                                   |                                   |                              |                              |                              |                              |                      |                      |                      |                      |  |  |                              |                              |                              |                              |                                   |                                   |                                   |                                   |                                       |                                       |                                       |                                       |                                       |                                       |                                       |                                       |                                       |                                       |                         |                         |                          |                          |                          |                          |                          |                          |                          |                          |                          |                          |  |  |
|                       |                       |                       |                       |                       |                       |                      |                      |                                 |                                 |                                 |                                 | Юда Тадеуш фон Райшах           | Юда Тадеуш фон Райшах           | Юда Тадеуш фон Райшах | Юда Тадеуш фон Райшах | Юда Тадеуш фон Райшах             | Юда Тадеуш фон Райшах             |                                   |                                   |                                   |                                   |                              |                              |                              |                              |                      |                      |                      |                      |  |  |                              |                              |                              |                              |                                   |                                   |                                   |                                   |                                       |                                       |                                       |                                       | Марія Кароліна Коллоніц фон Коллоград | Марія Кароліна Коллоніц фон Коллоград | Марія Кароліна Коллоніц фон Коллоград | Марія Кароліна Коллоніц фон Коллоград | Марія Кароліна Коллоніц фон Коллоград | Марія Кароліна Коллоніц фон Коллоград |                         |                         |                          |                          |                          |                          |                          |                          |                          |                          |                          |                          |  |  |
|                       |                       |                       |                       |                       |                       |                      |                      |                                 |                                 |                                 |                                 | Юда Тадеуш фон Райшах           | Юда Тадеуш фон Райшах           | Юда Тадеуш фон Райшах | Юда Тадеуш фон Райшах | Юда Тадеуш фон Райшах             | Юда Тадеуш фон Райшах             |                                   |                                   |                                   |                                   |                              |                              |                              |                              |                      |                      |                      |                      |  |  |                              |                              |                              |                              |                                   |                                   |                                   |                                   |                                       |                                       |                                       |                                       | Марія Кароліна Коллоніц фон Коллоград | Марія Кароліна Коллоніц фон Коллоград | Марія Кароліна Коллоніц фон Коллоград | Марія Кароліна Коллоніц фон Коллоград | Марія Кароліна Коллоніц фон Коллоград | Марія Кароліна Коллоніц фон Коллоград |                         |                         |                          |                          |                          |                          |                          |                          |                          |                          |                          |                          |  |  |
|                       |                       |                       |                       |                       |                       |                      |                      |                                 |                                 |                                 |                                 |                                 |                                 |                       |                       |                                   |                                   |                                   |                                   |                                   |                                   |                              |                              |                              |                              |                      |                      |                      |                      |  |  |                              |                              |                              |                              |                                   |                                   |                                   |                                   |                                       |                                       |                                       |                                       |                                       |                                       |                                       |                                       |                                       |                                       |                         |                         |                          |                          |                          |                          |                          |                          |                          |                          |                          |                          |  |  |
|                       |                       |                       |                       |                       |                       |                      |                      |                                 |                                 |                                 |                                 |                                 |                                 |                       |                       |                                   |                                   |                                   |                                   |                                   |                                   |                              |                              |                              |                              |                      |                      | Зигмунд фон Райшах   |                      |  |  |                              |                              |                              |                              |                                   |                                   |                                   |                                   |                                       |                                       |                                       |                                       |                                       |                                       |                                       |                                       |                                       |                                       |                         |                         |                          |                          |                          |                          |                          |                          |                          |                          |                          |                          |  |  |

## Пам'ять
У меморіалі Гельденберга йому встановлено пам'ятник поруч із бюстами діячів Австро-італійської війни (1848—1849), на якому він зображений у колишньому званні полковника.

## Нагороди
Австрійська імперія:
- Командорський хрест Військового ордена Марії Терезії;
- Командорський хрест Ордену Леопольда;
- Хрест військових заслуг.

Королівство Обох Сицилій:
- Лицарський хрест Ордена Святого Фердинанда «За заслуги» (1836).[2]

Російська імперія:
- Орден Святої Анни І ступеня;
- Орден Святого Станіслава І ступеня (1841);
- Орден Святого Володимира IV ступеня (1839).